# رائول آگواس
رائول آگواس (انگلیسی: Raul Águas؛ زادهٔ ۱۲ ژانویهٔ ۱۹۴۹) بازیکن سابق فوتبال اهل پرتغال است.
وی در تیم ملی فوتبال زیر ۱۸ سال پرتغال بازی کرده است.